# Fiat 300
Ne doit pas être confondu avec Fiat Trattori 300.
Le Fiat 300 est un véhicule lourd, camion porteur et tracteur de semi-remorques, de type 6x4, fabriqué par le constructeur italien Fiat V.I. de 1974 à 1983. 

## La version militaire Fiat 120M

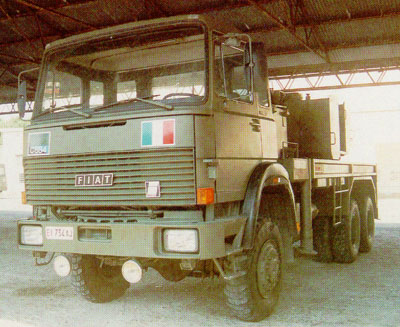
Fiat 300 version militaire Fiat 120M

Plusieurs versions militaires dérivées du Fiat 300 ont été réalisées pour le compte de l'armée italienne et d'autres armées étrangères, notamment la version 6x4 de base Fiat 120M et la version 6x6
Fiat 260 PM 35.